# نیکولایفکا (نیکولایفسکی، شهرستان استرلیتاماکسکی، باشقیرستان)
نیکولایفکا (انگلیسی: Nikolayevka, Nikolayevsky Selsoviet, Sterlitamaksky District, Republic of Bashkortostan) یک شهرک در شهرستان استرلیتاماکسکی استان باشقیرستان کشور روسیه است.